# Sphecodes alternatus
Sphecodes alternatus är en biart som beskrevs av Smith 1853. Sphecodes alternatus ingår i släktet blodbin, och familjen vägbin. Inga underarter finns listade i Catalogue of Life.